# Hrobka Thun-Hohensteinů (Děčín-Chrást)
Hrobka Thun-Hohensteinů je prázdné pohřebiště děčínské větve původně jihotyrolského šlechtického rodu Thun-Hohensteinů v kryptě novogotické kaple sv. Jana Nepomuckého v Chrástu (Děčín-Podmokly). Kaple s kryptou byla zbudována podle plánů vídeňského architekta Friedricha Schmidta v letech 1869–1872 hrabětem Františkem Antonínem I. z Thun-Hohensteinu. V roce 1889 byla rozšířena o dvě vnější hrobky. Po Sametové revoluci byly ostatky zpopelněny a v letech 1995 a 2007 uloženy v kryptě kostela Povýšení sv. Kříže v Děčíně. Od roku 2008 kapli spravuje příspěvková organizace Zámek Děčín. Zatímco nadzemní část je veřejnosti přístupná, krypta je zazděna.

## Historie

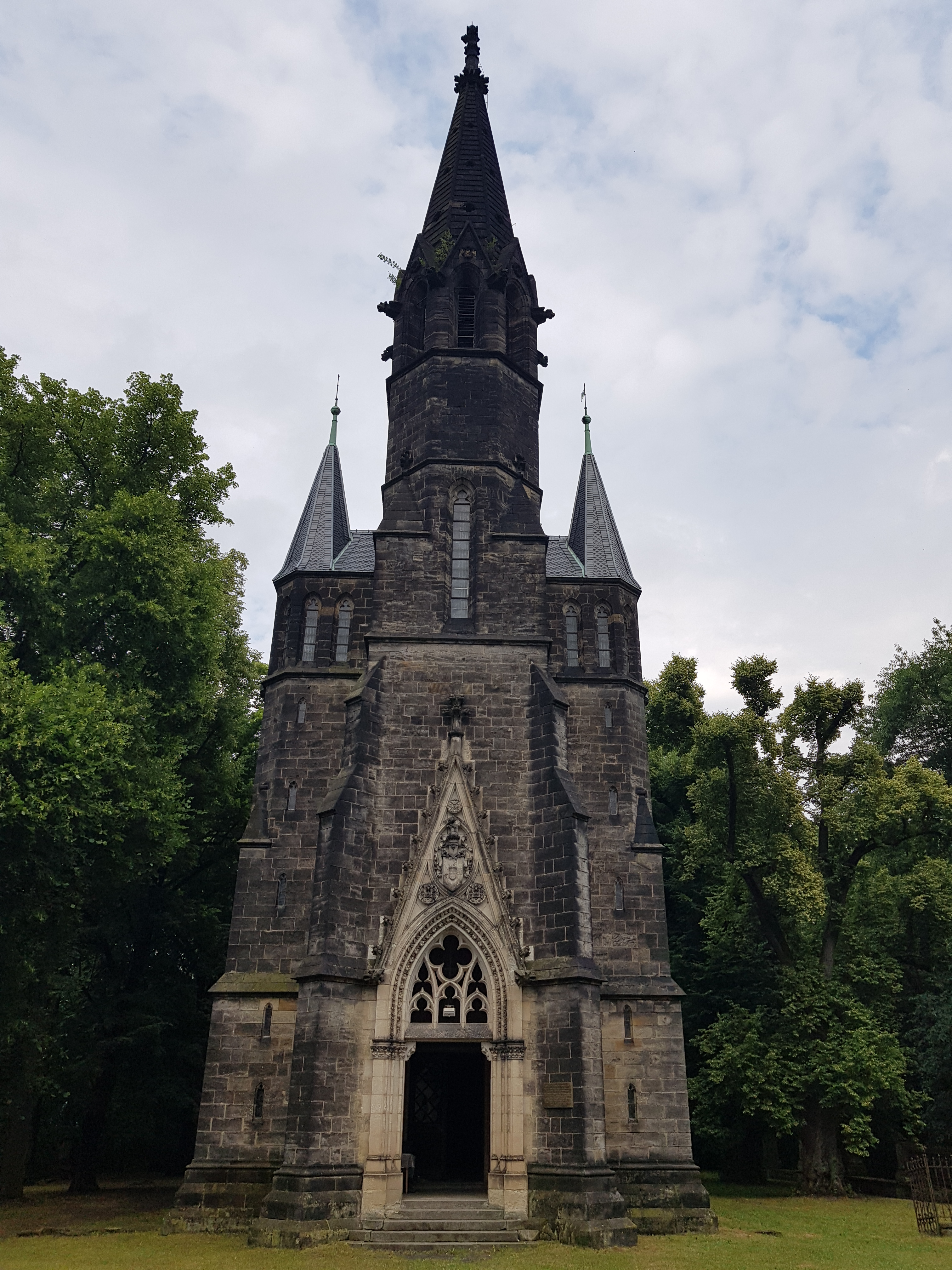
Thunovská kaple v Děčíně-Chrástu

Děčínské panství se dostalo do vlastnictví Thun-Hohensteinů v roce 1628, kdy ho v době pobělohorských konfiskací koupil císařský hofmistr Kryštof Šimon Thun (1582–1635). O rok později dosáhl povýšení do stavu říšských hrabat s přídomkem z Hohensteinu.

### Původní kaple
Na místě dnešní stavby stávala barokní poutní kaple z 18. století. V roce 1822 převzal patronát nad kaplí František Antonín I. z Thun-Hohensteinu (1786–1873) a rozhodl se pod ní zřídit rodinnou hrobku. Plány zhotovil architekt Koch v roce 1829. Překopíroval je a stavbu provedl místní stavitel Franz Heidenreich v letech 1834–1835. Celková kapacita hrobky obnášela 72 hrobních nik (po 36 na každé straně). Dne 23. května 1835 byla krypta vysvěcena a do nové hrobky byly převezeny ostatky osmi Thunů z městského hřbitova. V roce 1842 byly zakoupeny desky z carrarského mramoru na čela hrobových nik. Stavba krypty ovšem narušila statiku kaple a hrozilo zřícení zvonové věže, která se vychýlila ze své osy. V roce 1868 byla kaple až na kryptu rozebrána.

### Současná kaple

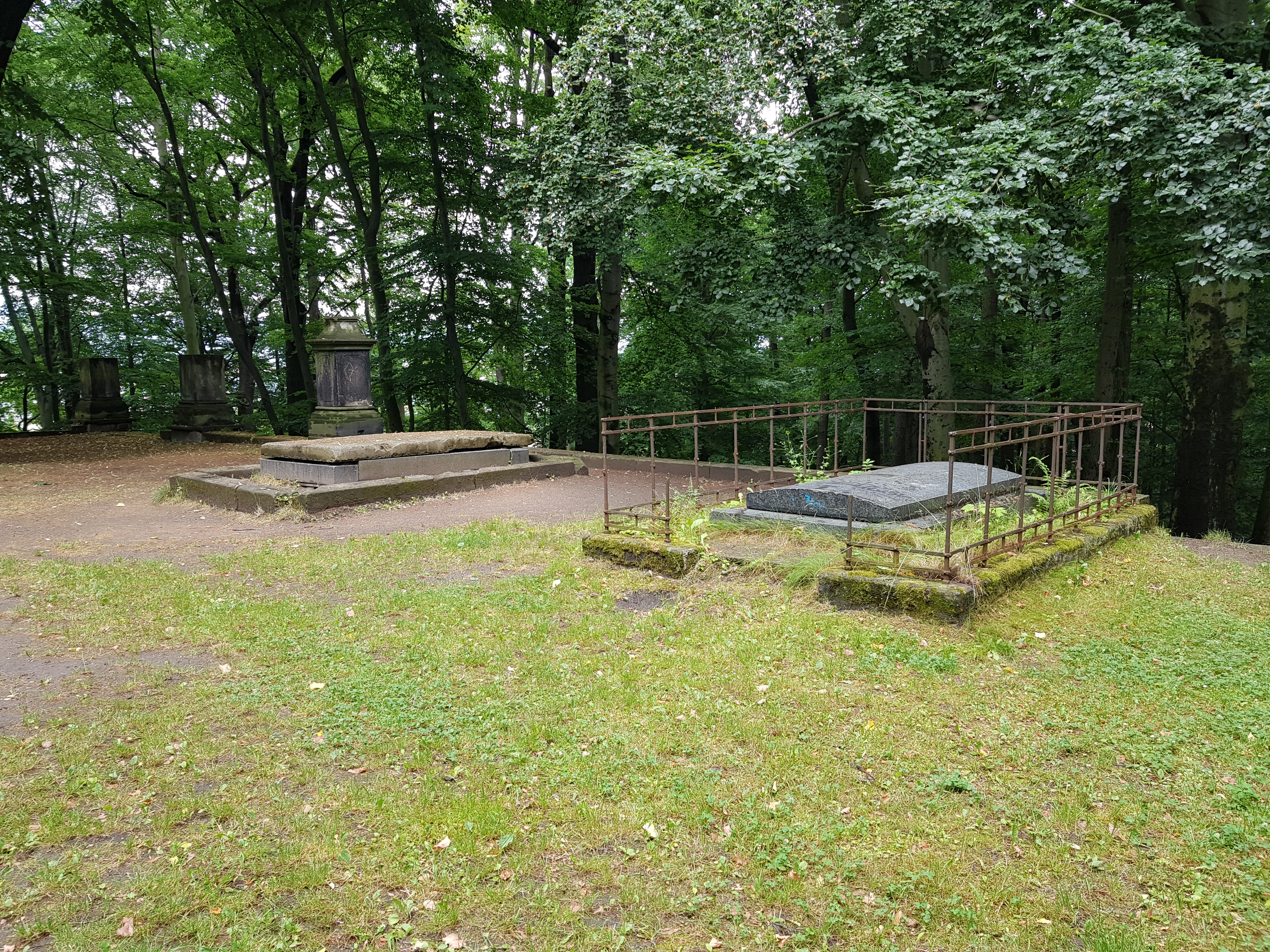
Vnější hrobky

Současná novogotická kaple sv. Jana Nepomuckého s kryptou byla postavena v letech 1869–1872 na popud hraběte Františka Antonína I. z Thun-Hohensteinu. Přípravných prací, vytvoření situačního plánu a rozpočtu se ujal děčínský inženýr Philippp Stuchlík už v roce 1859. Vlastní plány vytvořil v letech 1860–1861 vídeňský architekt Friedrich Schmidt (1825–1891), z důvodu vysokých nákladů je však musel v roce 1868 přepracovat. Vedením stavby byl pověřen tehdy začínající Josef Mocker (1835–1899). Kaple byla vysvěcena 21. ledna 1873 za přítomnosti litoměřického biskupa, následující den byla v kryptě uložena rakev stavebníka Františka Antonína I. Na vnitřním vybavení se ale pracovalo až do léta 1874. V dubnu až květnu 1889 nechal majitel velkostatku František Antonín III. (1847–1916) navíc při východní straně kaple zřídit dvě vnější hrobky pro rodiny svých strýců Františka Antonína II. (1809–1870) a Lea (Lva) (1811–1888). Stavební plány vytvořil Josef Čejka. Vchody zakrývaly mohutné žulové desky, vyrobené v Plzni kameníkem Johannem Cingrošem. Písmena na hrobních deskách byla kovová. Kolem desek byly osazeny zdobné ploty, které vyrobil děčínský zámečník Wenzel Tripi.
Občas se mylně tvrdí, že sem byly přeneseny ostatky příslušníků rodu z 18. a 19. století po stržení loretánské kaple na děčínském náměstí.
V kapli se pohřbívalo do roku 1935. Po druhé světové válce do hrobky opakovaně vnikli vandalové, některé rakve poškodili a ostatky zneuctili. V roce 1980 byly do okének vsazeny mříže, rozbité rakve byly nahrazeny novými. Násilný vstup do hrobky se však opakoval i později. Po sametové revoluci bylo rozhodnuto přemístit ostatky do krypty kostela Povýšení sv. Kříže. Svolení k přesunu dala jménem rodiny Maria Assunta Ketteler-Fürstenbergová. Dne 26. května 1992 byly ostatky 31 členů rodu z krypty odvezeny. Poté došlo k jejich zpopelnění v krematoriu v Ústí nad Labem a v dubnu 1995 k uložení schránek do krypty kostela Povýšení sv. Kříže v Děčíně. V roce 2002 sedm pubescentů vylilo do Leovy vnější hrobky láhev benzínu a přičinilo se o požár. Vchod byl následně překryt betonovou deskou. V roce 2007 byly z vnějších dvou hrobek u tohoto kostela do kostela Povýšení sv. Kříže přeneseny zpopelněné ostatky ještě zbylých sedmi členů rodu.
Na východ od kaple je terasová zeď, kterou zdobily sochy svatých. Ty jsou uloženy v kapli. Za osou kostela se nachází dvouramenné schodiště, které se dole sbíhá u vstupu do krypty. Vchod je v současnosti (2022) zazděný.

## Seznam pohřbených

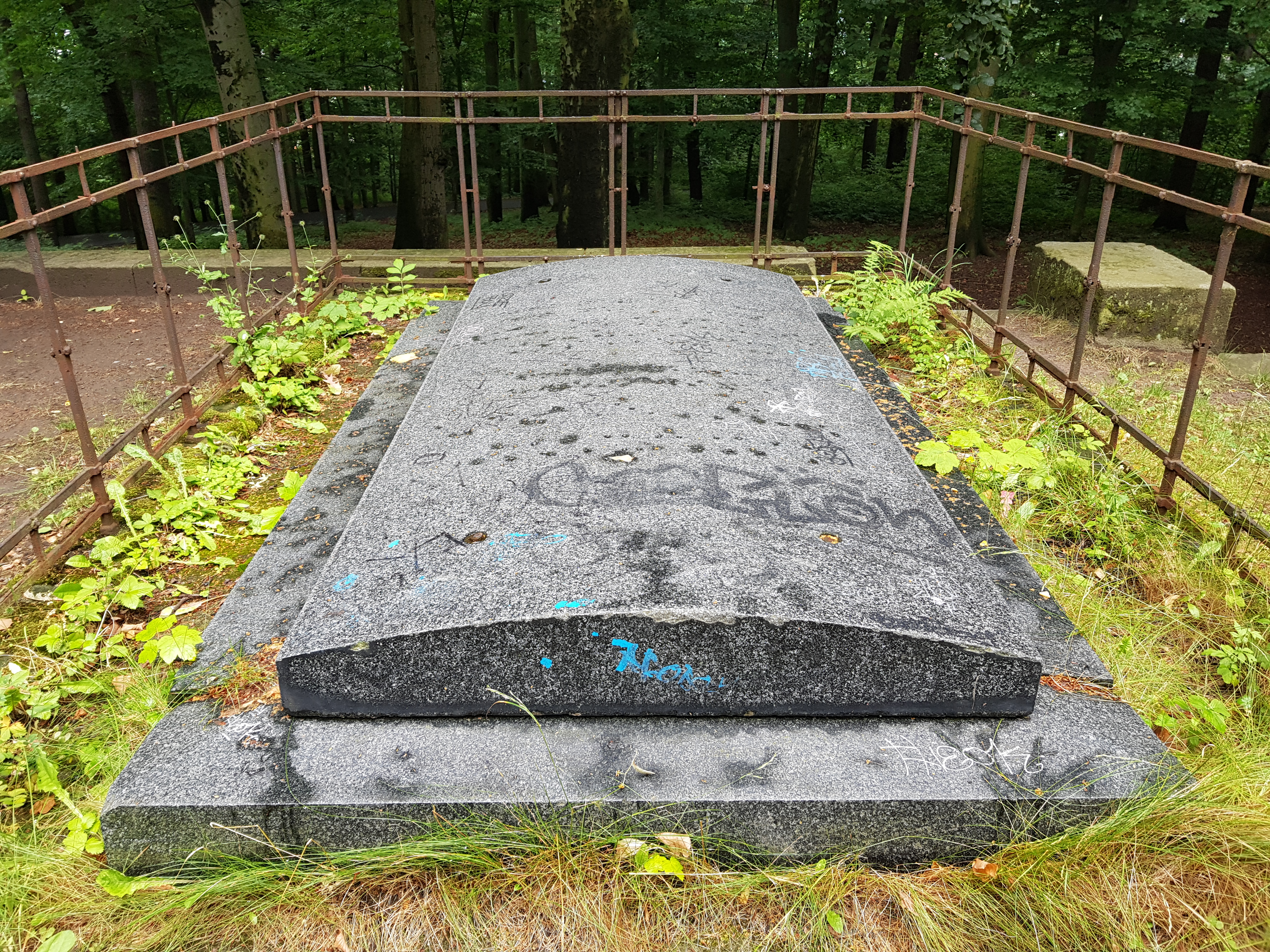
Vnější jižní (pravá) hrobka Františka Antonína II. z Thun-Hohensteinu

V hrobce pod kaplí bylo pohřbeno 31 osob, ve vnější severní hrobce dvě a v jižní pět osob. Výčet osob vychází ze seznamu v publikaci Příběh Jánské kaple aneb Duše Chrástu na straně 347, který sestavili Hana Slavíčková a Milan Rosenkranc, ovšem v seznamu figuruje Josefína (1815–1895) dvakrát. Chybějící 38. osobou by mohl být Jan Nepomuk (1742–1749), jehož ostatky byly do Chrástu převezeny v roce 1835, avšak v běžně dostupných rodokmenech takováto osoba není k dohledání.

### Chronologicky podle data úmrtí
V tabulce jsou uvedeny základní informace o pohřbených. Fialově jsou vyznačeni příslušníci rodu Thun-Hohensteinů, žlutě jsou vyznačeny přivdané manželky, pokud zde byly pohřbeny. Zeleně je vyznačen Lev z Thun-Hohensteinu a jeho manželka, kteří byli pochováni ve vnější samostatné hrobce vlevo (severní), a modře příslušníci rodiny Františka Antonína II., kteří byli pohřbeni ve vnější hrobce vpravo (jižní). Červeně jsou zvýrazněni majitelé panství, resp. statku Děčín. Jméno Thun se uvádí už v polovině 12. století, možná ještě o století dříve, zde jsou však generace počítány až od Kryštofa Šimona z Thunu (1582–1635), který byl v roce 1604 přijat do říšského stavu svobodných pánů, v roce 1629 byl povýšen do stavu říšských hrabat a který jako první příslušník rodu získal rozsáhlé statky v Čechách. U manželek je generace v závorce a týká se generace manžela. Děti jsou vypsány v poznámce u matky, avšak pokud byla matka pohřbena jinde, jsou děti uvedeny v poznámce u otce.
| Pořa-dí | Gene-race         | Jméno pohřbeného                                | Datum a místo narození                                                        | Otec | Datum a místo sňatku, choť                                                                                            | Pohřeb a uložení do hrobky | Poznámky |
| Pořa-dí | Gene-race         | Jméno pohřbeného                                | Datum a místo úmrtí                                                           | Matka | Datum a místo sňatku, choť                                                                                            | Pohřeb a uložení do hrobky | Poznámky |
| ------- | ----------------- | ----------------------------------------------- | ----------------------------------------------------------------------------- | --- | --- | --- | --- |
| 1.      |                   | Jan Nepomuk z Thun-Hohensteinu                  | 1742                                                                          | | | Pohřben v hraběcí hrobce na městském hřbitově v Děčíně, ostatky uloženy v kryptě pod Jánskou kaplí 23. 5. 1835. | |
| 1.      | 1749              | Jan Nepomuk z Thun-Hohensteinu                  |                                                                               | | | Pohřben v hraběcí hrobce na městském hřbitově v Děčíně, ostatky uloženy v kryptě pod Jánskou kaplí 23. 5. 1835. | |
| 2.      | 5.                | Jan Josef z Thun-Hohensteinu                    | 2. 7. 1711 Praha                                                              | Jan František Josef z Thun-Hohensteinu 16. 6. 1686 Děčín – 30. 6. 1720 Horažďovice                                      | 22. 11. 1733 Vídeň: Marie Kristýna z Hohenzollern-Hechingenu 25. 3. 1715 Bayreuth – 6. 8. 1749 Žehušice               | Pohřben v hraběcí hrobce na městském hřbitově v Děčíně, ostatky uloženy v kryptě pod Jánskou kaplí 23. 5. 1835. | Skutečný císařský komoří. Majitel panství Děčín, Žehušice, Klášterec nad Ohří, Choltice, Pětipsy a Benešov nad Ploučnicí. V roce 1732 se vrátil z kavalírské cesty a po matce převzal správu panství. Zemřel ve věku 77 let na záškrt. První manželka porodila 13 dětí, z nichž deset se dožilo dospělosti. Marie Kristýna byla pohřbena 10. srpna 1749 do rodinné hrobky v kryptě kostela Povýšení sv. Kříže v Děčíně. Také druhá manželka byla pohřbena v kryptě kostela Povýšení sv. Kříže 20. prosince 1754 v Děčíně. I třetí manželka Marie Anna byla pohřbena 21. května 1766 v kryptě kostela Povýšení sv. Kříže. Jeho synové založili čtyři nové rodové linie – kláštereckou, děčínskou, choltickou a benáteckou.                                                                                              |
| 2.      | 5.                | Jan Josef z Thun-Hohensteinu                    | 2. 7. 1711 Praha                                                              | Jan František Josef z Thun-Hohensteinu 16. 6. 1686 Děčín – 30. 6. 1720 Horažďovice                                      | 29. 7. 1751 Schwaden: Marie Alžběta Kolonicsová z Kollegrádu 22. 5. 1732 Vídeň – 18. 12. 1754 Praha                   | Pohřben v hraběcí hrobce na městském hřbitově v Děčíně, ostatky uloženy v kryptě pod Jánskou kaplí 23. 5. 1835. | Skutečný císařský komoří. Majitel panství Děčín, Žehušice, Klášterec nad Ohří, Choltice, Pětipsy a Benešov nad Ploučnicí. V roce 1732 se vrátil z kavalírské cesty a po matce převzal správu panství. Zemřel ve věku 77 let na záškrt. První manželka porodila 13 dětí, z nichž deset se dožilo dospělosti. Marie Kristýna byla pohřbena 10. srpna 1749 do rodinné hrobky v kryptě kostela Povýšení sv. Kříže v Děčíně. Také druhá manželka byla pohřbena v kryptě kostela Povýšení sv. Kříže 20. prosince 1754 v Děčíně. I třetí manželka Marie Anna byla pohřbena 21. května 1766 v kryptě kostela Povýšení sv. Kříže. Jeho synové založili čtyři nové rodové linie – kláštereckou, děčínskou, choltickou a benáteckou.                                                                                              |
| 2.      | 5.                | Jan Josef z Thun-Hohensteinu                    | 27. 5. 1788 (21. 5. nebo 24. 5. 1788 Praha)                                   | Marie Filipa Josefa z Harrachu 9. 1. 1693 Vídeň – 2. 4. 1763 Praha                                                      | 11. 1. 1756 Praha: Marie Anna z Wildenstein-Wildbachu 16. 9. 1734 Štýrský Hradec – 18. 5. 1766 Praha                  | Pohřben v hraběcí hrobce na městském hřbitově v Děčíně, ostatky uloženy v kryptě pod Jánskou kaplí 23. 5. 1835. | Skutečný císařský komoří. Majitel panství Děčín, Žehušice, Klášterec nad Ohří, Choltice, Pětipsy a Benešov nad Ploučnicí. V roce 1732 se vrátil z kavalírské cesty a po matce převzal správu panství. Zemřel ve věku 77 let na záškrt. První manželka porodila 13 dětí, z nichž deset se dožilo dospělosti. Marie Kristýna byla pohřbena 10. srpna 1749 do rodinné hrobky v kryptě kostela Povýšení sv. Kříže v Děčíně. Také druhá manželka byla pohřbena v kryptě kostela Povýšení sv. Kříže 20. prosince 1754 v Děčíně. I třetí manželka Marie Anna byla pohřbena 21. května 1766 v kryptě kostela Povýšení sv. Kříže. Jeho synové založili čtyři nové rodové linie – kláštereckou, děčínskou, choltickou a benáteckou.                                                                                              |
| 2.      | 5.                | Jan Josef z Thun-Hohensteinu                    | 27. 5. 1788 (21. 5. nebo 24. 5. 1788 Praha)                                   | Marie Filipa Josefa z Harrachu 9. 1. 1693 Vídeň – 2. 4. 1763 Praha                                                      | 18. 2. 1767 Praha: Alžběta Hennigerová ze Seebergu 2. 12. 1729 – 14. 3. 1800 Praha                                    | Pohřben v hraběcí hrobce na městském hřbitově v Děčíně, ostatky uloženy v kryptě pod Jánskou kaplí 23. 5. 1835. | Skutečný císařský komoří. Majitel panství Děčín, Žehušice, Klášterec nad Ohří, Choltice, Pětipsy a Benešov nad Ploučnicí. V roce 1732 se vrátil z kavalírské cesty a po matce převzal správu panství. Zemřel ve věku 77 let na záškrt. První manželka porodila 13 dětí, z nichž deset se dožilo dospělosti. Marie Kristýna byla pohřbena 10. srpna 1749 do rodinné hrobky v kryptě kostela Povýšení sv. Kříže v Děčíně. Také druhá manželka byla pohřbena v kryptě kostela Povýšení sv. Kříže 20. prosince 1754 v Děčíně. I třetí manželka Marie Anna byla pohřbena 21. května 1766 v kryptě kostela Povýšení sv. Kříže. Jeho synové založili čtyři nové rodové linie – kláštereckou, děčínskou, choltickou a benáteckou.                                                                                              |
| 3.      | (7.)              | Marie Josefa ze Schrattenbachu                  | 5. 12. 1769 nebo 6. 12. 1768 Štýrský Hradec (Graz)                            | Otto Wolfgang ze Schrattenbachu                                                                                         | 10. 6. 1793 Žehušice: Josef Jan Křtitel Antonín z Thun-Hohensteinu 5. 12. 1767 Vídeň – 17. 5. 1810 Klášterec nad Ohří | Pohřbena 20. 3. 1794 v Děčíně. Pohřbena v hraběcí hrobce na městském hřbitově v Děčíně, ostatky uloženy v kryptě pod Jánskou kaplí 23. 5. 1835.                                                                                               | Z klášterecké větve. Zemřela ve věku 25. let. |
| 3.      | (7.)              | Marie Josefa ze Schrattenbachu                  | 16. 3. 1794 Praha                                                             | Marie Alžběta (Isabella) ze Starhembergu                                                                                | 10. 6. 1793 Žehušice: Josef Jan Křtitel Antonín z Thun-Hohensteinu 5. 12. 1767 Vídeň – 17. 5. 1810 Klášterec nad Ohří | Pohřbena 20. 3. 1794 v Děčíně. Pohřbena v hraběcí hrobce na městském hřbitově v Děčíně, ostatky uloženy v kryptě pod Jánskou kaplí 23. 5. 1835.                                                                                               | Z klášterecké větve. Zemřela ve věku 25. let. |
| 4.      | 6.                | Václav Josef z Thun-Hohensteinu                 | 6. 2. 1737 Praha                                                              | Jan Josef z Thun-Hohensteinu (č. 2)                                                                                     | 22. 11. 1768 Děčín: Marie Anna Liebsteinská z Kolowrat (č. 10)                                                        | Pohřben 19. 12. 1796 v rodinné hrobce. [které?] | Zakladatel děčínské větve Thunů. Skutečný císařský komoří, zemský velitel v Českém království (1792–1795), c. k. polní podmaršál, majitel děčínského majorátu a Záběhlic. |
| 4.      | 6.                | Václav Josef z Thun-Hohensteinu                 | 15. 12. 1796 Praha                                                            | Marie Kristýna z Hohenzollern-Hechingenu 25. 3. 1715 Bayreuth – 6. 8. 1749 Žehušice                                     | 22. 11. 1768 Děčín: Marie Anna Liebsteinská z Kolowrat (č. 10)                                                        | Pohřben 19. 12. 1796 v rodinné hrobce. [které?] | Zakladatel děčínské větve Thunů. Skutečný císařský komoří, zemský velitel v Českém království (1792–1795), c. k. polní podmaršál, majitel děčínského majorátu a Záběhlic. |
| 5.      | 7.                | Josef Václav z Thun-Hohensteinu                 | 7. 2. 1785                                                                    | Václav Josef z Thun-Hohensteinu (č. 4)                                                                                  | | Pohřben v rodinné hrobce 7. 3. 1797. Pohřben v hraběcí hrobce na městském hřbitově v Děčíně, ostatky uloženy v kryptě pod Jánskou kaplí 23. 5. 1835.                                                                                          | Zemřel ve věku 12 let na dnu. |
| 5.      | 7.                | Josef Václav z Thun-Hohensteinu                 | 2. 3. 1797                                                                    | Marie Anna Liebsteinská z Kolowrat (č. 10)                                                                              | | Pohřben v rodinné hrobce 7. 3. 1797. Pohřben v hraběcí hrobce na městském hřbitově v Děčíně, ostatky uloženy v kryptě pod Jánskou kaplí 23. 5. 1835.                                                                                          | Zemřel ve věku 12 let na dnu. |
| 6.      | 6.                | Prokop Josef z Thun-Hohensteinu                 | 14. 11. 1735                                                                  | Jan Josef z Thun-Hohensteinu (č. 2)                                                                                     | | Pohřben 1. [nebo snad 3.] února 1798 v rodinné hrobce. Pohřben v hraběcí hrobce na městském hřbitově v Děčíně, ostatky uloženy v kryptě pod Jánskou kaplí 23. 5. 1835.                                                                        | Měl se stát držitelem děčínského majorátu, ale pro duševní chorobu byl císařským rozhodnutím ze 22. ledna 1782 z následnictví vyloučen. Pobýval na zámku v Jílové. Zemřel ve věku 63 let. |
| 6.      | 6.                | Prokop Josef z Thun-Hohensteinu                 | 30. 1. 1798 Jílové u Děčína                                                   | Marie Kristýna z Hohenzollern-Hechingenu 25. 3. 1715 Bayreuth – 6. 8. 1749 Žehušice                                     | | Pohřben 1. [nebo snad 3.] února 1798 v rodinné hrobce. Pohřben v hraběcí hrobce na městském hřbitově v Děčíně, ostatky uloženy v kryptě pod Jánskou kaplí 23. 5. 1835.                                                                        | Měl se stát držitelem děčínského majorátu, ale pro duševní chorobu byl císařským rozhodnutím ze 22. ledna 1782 z následnictví vyloučen. Pobýval na zámku v Jílové. Zemřel ve věku 63 let. |
| 7.      | 6.                | František Josef z Thun-Hohensteinu              | 14. 9. 1734 Děčín                                                             | Jan Josef z Thun-Hohensteinu (č. 2)                                                                                     | 30. 7. 1761 Vídeň: Marie Vilemína z Ulfeldu 13. 5. 1744 Vídeň – 8. 5. 1800 Vídeň                                      | Pohřben 1. 9. 1800 v rodinné hrobce. Pohřben v hraběcí hrobce na městském hřbitově v Děčíně, ostatky uloženy v kryptě pod Jánskou kaplí 23. 5. 1835.                                                                                          | Zakladatel klášterecké větve Thunů. Rytíř toskánského vojenského Řádu sv. Štěpána, majitel panství Klášterec nad Ohří, Žehušice a Benešov nad Ploučnicí. Zemřel ve věku 66 na sešlost věkem. Narodily se mu následující děti: - 1. Tereza (1762–1763) - 2. Marie Alžběta, provd. Razumovská (1764–1806) - 3. Vilemína Kristýna, provd. Lichnovská (1765–1841) - 4. Ferdinand (1766–1768) - 5. Josef Jan Křtitel (1767–1810) - 6. Marie Karolína, provd. Meade (1769–1800) Manželka pohřbena na hřbitově sv. Marka (St. Marxer Friedhof) ve Vídni. |
| 7.      | 6.                | František Josef z Thun-Hohensteinu              | 22. 8. 1800 Vídeň                                                             | Marie Kristýna z Hohenzollern-Hechingenu 25. 3. 1715 Bayreuth – 6. 8. 1749 Žehušice                                     | 30. 7. 1761 Vídeň: Marie Vilemína z Ulfeldu 13. 5. 1744 Vídeň – 8. 5. 1800 Vídeň                                      | Pohřben 1. 9. 1800 v rodinné hrobce. Pohřben v hraběcí hrobce na městském hřbitově v Děčíně, ostatky uloženy v kryptě pod Jánskou kaplí 23. 5. 1835.                                                                                          | Zakladatel klášterecké větve Thunů. Rytíř toskánského vojenského Řádu sv. Štěpána, majitel panství Klášterec nad Ohří, Žehušice a Benešov nad Ploučnicí. Zemřel ve věku 66 na sešlost věkem. Narodily se mu následující děti: - 1. Tereza (1762–1763) - 2. Marie Alžběta, provd. Razumovská (1764–1806) - 3. Vilemína Kristýna, provd. Lichnovská (1765–1841) - 4. Ferdinand (1766–1768) - 5. Josef Jan Křtitel (1767–1810) - 6. Marie Karolína, provd. Meade (1769–1800) Manželka pohřbena na hřbitově sv. Marka (St. Marxer Friedhof) ve Vídni. |
| 8.      |                   | Eleonora z Thun-Hohensteinu                     | 15. 4. 1753                                                                   | Jan Josef z Thun-Hohensteinu (č. 2)                                                                                     | | Zatímco její tělo bylo pohřbeno v Praze, srdce bylo 23. 7. 1816 v cínové urně uloženo do rodinné hrobky. Pohřbena v hraběcí hrobce na městském hřbitově v Děčíně, ostatky uloženy v kryptě pod Jánskou kaplí 23. 5. 1835.                     | Zemřela ve věku 64 let. |
| 8.      | 16. 7. 1816 Praha | Eleonora z Thun-Hohensteinu                     | Marie Alžběta Kolonicsová z Kollegrádu 22. 5. 1732 Vídeň – 18. 12. 1754 Praha | | | Zatímco její tělo bylo pohřbeno v Praze, srdce bylo 23. 7. 1816 v cínové urně uloženo do rodinné hrobky. Pohřbena v hraběcí hrobce na městském hřbitově v Děčíně, ostatky uloženy v kryptě pod Jánskou kaplí 23. 5. 1835.                     | Zemřela ve věku 64 let. |
| 9.      | (7.)              | Josefína Mladotová ze Solopisk                  | 28. 4. 1804 Praha                                                             | Vojtěch Mladota ze Solopisk                                                                                             | 17. 4. 1825 Praha: Leopold Felix z Thun-Hohensteinu 15. 11. 1797 Praha – 10. 4. 1877 Praha                            | Pohřbena 2. 7. 1827 v rodinné hrobce. [které?] | Z benátecké větve. Zemřela ve věku 23 let na vadnou organizaci srdce. Narodil se jí jeden syn: - Hugo Felix (1826–1887; č. 21) |
| 9.      | (7.)              | Josefína Mladotová ze Solopisk                  | 28. 6. 1827 Poběžovice (Ronšperk)                                             | Marie Příchovská z Příchovic                                                                                            | 17. 4. 1825 Praha: Leopold Felix z Thun-Hohensteinu 15. 11. 1797 Praha – 10. 4. 1877 Praha                            | Pohřbena 2. 7. 1827 v rodinné hrobce. [které?] | Z benátecké větve. Zemřela ve věku 23 let na vadnou organizaci srdce. Narodil se jí jeden syn: - Hugo Felix (1826–1887; č. 21) |
| 10.     | (6.)              | Marie Anna Liebsteinská z Kolowrat              | 22. 1. 1750 Praha (křest)                                                     | Jan Vincent Liebsteinský z Kolowrat 13. 11. 1722 Praha (křest) – 31. 3. 1750 Kulm                                       | 22. 11. 1768 Děčín: Václav Josef z Thun-Hohensteinu (č. 4)                                                            | Pohřbena 29. 9. 1828 v Thunovské rodinné hrobce. [které?] | Na počátku 19. století vlastnila Záběhlice. Zemřela ve věku 78 let na sešlost. Narodily se jí následující děti: - 1. Alžběta, poprvé i podruhé provd. Westphalen zu Fürstenberg (1783–1860) - 2. Josef Václav (1785–1797; č. 5) - 3. František Antonín I. (1786–1873; č. 18) |
| 10.     | (6.)              | Marie Anna Liebsteinská z Kolowrat              | 24. 8. 1828 Laër                                                              | Marie Alžběta Krakowská z Kolowrat 1728 – 25. 8. 1815                                                                   | 22. 11. 1768 Děčín: Václav Josef z Thun-Hohensteinu (č. 4)                                                            | Pohřbena 29. 9. 1828 v Thunovské rodinné hrobce. [které?] | Na počátku 19. století vlastnila Záběhlice. Zemřela ve věku 78 let na sešlost. Narodily se jí následující děti: - 1. Alžběta, poprvé i podruhé provd. Westphalen zu Fürstenberg (1783–1860) - 2. Josef Václav (1785–1797; č. 5) - 3. František Antonín I. (1786–1873; č. 18) |
| 11.     | 6.                | Antonín Josef z Thun-Hohensteinu                | 15. nebo 16. 12. 1754 Praha                                                   | Jan Josef z Thun-Hohensteinu (č. 2)                                                                                     | 8. 2. 1789 Praha: Marie Terezie Wratislavová z Mitrowicz (č. 14)                                                      | Pohřben 8. 4. 1840. Jednalo se o první skutečný pohřeb do této hrobky. | Zakladatel benátecké větve Thunů. Císařský komoří, rytíř Leopoldova řádu, major v armádě, majitel panství Poběžovice (Ronšperk). |
| 11.     | 6.                | Antonín Josef z Thun-Hohensteinu                | 2. 4. 1840 Poběžovice                                                         | Marie Alžběta Kolonicsová z Kollegrádu 22. 5. 1732 Vídeň – 18. 12. 1754 Praha                                           | 8. 2. 1789 Praha: Marie Terezie Wratislavová z Mitrowicz (č. 14)                                                      | Pohřben 8. 4. 1840. Jednalo se o první skutečný pohřeb do této hrobky. | Zakladatel benátecké větve Thunů. Císařský komoří, rytíř Leopoldova řádu, major v armádě, majitel panství Poběžovice (Ronšperk). |
| 12.     | (7.)              | Terezie Marie Anna z Brühlu, zv. Tess           | 8. 11. 1784 Pförten                                                           | Alois Bedřich z Brühlu –                                                                                                | 5. 9. 1808 Bohosudov: František Antonín I. z Thun-Hohensteinu (č. 18)                                                 | Pohřbena v hraběcí rodinné hrobce v kapli sv. Jana v Chrástu 12. 3. 1844. Dřevěná rakev byla vložena do vnější masivní zdobené zinkové rakve.                                                                                                 | Palácová dáma. Narodily se jí následující děti: - 1. František Antonín II. (1809–1870; č. 17) - 2. Bedřich František (1810–1881; č. 19) - 3. Leopold Lev (1811–1888; č. 25) - 4. Anna Maria, provd. Lumbe (1812–1885, pohřbena na Malvazinkách) - 5. Josefína Alžběta, zv. "Juža" (1815–1895; č. 26) |
| 12.     | (7.)              | Terezie Marie Anna z Brühlu, zv. Tess           | 8. 3. 1844 Praha-Malá Strana                                                  | Josefína Amálie (Christine Anna) Schaffgotschová                                                                        | 5. 9. 1808 Bohosudov: František Antonín I. z Thun-Hohensteinu (č. 18)                                                 | Pohřbena v hraběcí rodinné hrobce v kapli sv. Jana v Chrástu 12. 3. 1844. Dřevěná rakev byla vložena do vnější masivní zdobené zinkové rakve.                                                                                                 | Palácová dáma. Narodily se jí následující děti: - 1. František Antonín II. (1809–1870; č. 17) - 2. Bedřich František (1810–1881; č. 19) - 3. Leopold Lev (1811–1888; č. 25) - 4. Anna Maria, provd. Lumbe (1812–1885, pohřbena na Malvazinkách) - 5. Josefína Alžběta, zv. "Juža" (1815–1895; č. 26) |
| 13.     | 7.                | Johanna Nepomucena z Thun-Hohensteinu           | 12. 3. 1792 Praha                                                             | Antonín Josef z Thun-Hohensteinu (č. 11)                                                                                | | Pohřbena v hraběcí Thunské rodinné hrobce v kapli sv. Jana 27. 9. 1849. | Dáma Ústavu šlechtičen "Maria Schul" v Brně. |
| 13.     | 7.                | Johanna Nepomucena z Thun-Hohensteinu           | 23. 9. 1849 Řepín                                                             | Marie Terezie Wratislavová z Mitrowicz (č. 14)                                                                          | | Pohřbena v hraběcí Thunské rodinné hrobce v kapli sv. Jana 27. 9. 1849. | Dáma Ústavu šlechtičen "Maria Schul" v Brně. |
| 14.     | (6.)              | Marie Terezie Wratislavová z Mitrowicz          | 9. 3. 1766 Prčice                                                             | Jan Nepomuk Vít Václav Wratislav z Mitrowicz 27. 10. 1730 Sedlec – 23. 11. 1813 Praha                                   | 8. 2. 1789 Praha: Antonín Josef z Thun-Hohensteinu (č. 11)                                                            | Pohřbena v hraběcí Thunské rodinné hrobce v kapli sv. Jana 24. 1.1851. | Z benátecké větve Thun-Hohensteinů. Dáma Řádu hvězdového kříže. Zemřela na ochrnutí plic. Narodily se jí následující děti: - 1. Alžběta, provd. Kinská (1791–1867/1876) - 2. Johanna Nepomucena (1792–1849; č. 13) - 3. Marie Františka, provd. z Waldstein-Wartenbergu (1793–1861; pohřbena v hrobce Waldsteinů v Mnichově Hradišti) - 4. Františka Romana, provd. z Thun-Hohensteinu (1796–1883) - 5. Leopold Leonhard (1797–1877) - 6. Jan Arnošt (1799–1827) |
| 14.     | (6.)              | Marie Terezie Wratislavová z Mitrowicz          | 21. 1. 1851 Praha                                                             | Marie Johana (Nepomucena) Anna Malovcová z Malovic a Kosoře 1732 Pardubice – 23. 3. 1799 Prčice                         | 8. 2. 1789 Praha: Antonín Josef z Thun-Hohensteinu (č. 11)                                                            | Pohřbena v hraběcí Thunské rodinné hrobce v kapli sv. Jana 24. 1.1851. | Z benátecké větve Thun-Hohensteinů. Dáma Řádu hvězdového kříže. Zemřela na ochrnutí plic. Narodily se jí následující děti: - 1. Alžběta, provd. Kinská (1791–1867/1876) - 2. Johanna Nepomucena (1792–1849; č. 13) - 3. Marie Františka, provd. z Waldstein-Wartenbergu (1793–1861; pohřbena v hrobce Waldsteinů v Mnichově Hradišti) - 4. Františka Romana, provd. z Thun-Hohensteinu (1796–1883) - 5. Leopold Leonhard (1797–1877) - 6. Jan Arnošt (1799–1827) |
| 15.     | 9.                | Terezie (Tereza) z Thun-Hohensteinu             | 14. 7. 1846 Praha-Bubeneč                                                     | Bedřich František z Thun-Hohensteinu (č. 19)                                                                            | | Pohřbena v hraběcí Thunské rodinné hrobce v kapli sv. Jana 16. 12. 1859. | Komtesa zemřela ve věku 13 let na tyfus[nepřesný odkaz] (ochrnutí mozku jako následek tyfu). |
| 15.     | 9.                | Terezie (Tereza) z Thun-Hohensteinu             | 14. 12. 1859 Děčín                                                            | Leopoldina z Lambergu (č. 30)                                                                                           | | Pohřbena v hraběcí Thunské rodinné hrobce v kapli sv. Jana 16. 12. 1859. | Komtesa zemřela ve věku 13 let na tyfus[nepřesný odkaz] (ochrnutí mozku jako následek tyfu). |
| 16.     | 9.                | Bedřich z Thun-Hohensteinu                      | 8. 10. 1861 Petrohrad                                                         | Bedřich František z Thun-Hohensteinu (č. 19)                                                                            | | Pohřben v hraběcí Thunské rodinné hrobce v kapli sv. Jana 28. 12. 1863. | Zemřel ve dvou letech. |
| 16.     | 9.                | Bedřich z Thun-Hohensteinu                      | 25. 12. 1863 Vídeň                                                            | Leopoldina z Lambergu (č. 30)                                                                                           | | Pohřben v hraběcí Thunské rodinné hrobce v kapli sv. Jana 28. 12. 1863. | Zemřel ve dvou letech. |
| 17.     | 8.                | František Antonín II. z Thun-Hohensteinu        | 14. 6. 1809 Praha                                                             | František Antonín I. z Thun-Hohensteinu (č. 17)                                                                         | 16. 8. 1846 Břevnov: Marie Magdalena Königová (č. 29)                                                                 | Z důvodu mezzalinačního sňatku byl pohřben 24. 11. 1870 na hřbitově v Košířích. Později uložen ve vnější hrobce u Thunské kaple sv. Jana v Chrástu.                                                                                           | Černá ovce rodiny. Vzdal se nástupnických práv prvorozeného syna. Zemřel na mrtvici. |
| 17.     | 8.                | František Antonín II. z Thun-Hohensteinu        | 22. 11. 1870 Praha-Malá Strana                                                | Terezie Marie Anna z Brühlu (č. 12)                                                                                     | 16. 8. 1846 Břevnov: Marie Magdalena Königová (č. 29)                                                                 | Z důvodu mezzalinačního sňatku byl pohřben 24. 11. 1870 na hřbitově v Košířích. Později uložen ve vnější hrobce u Thunské kaple sv. Jana v Chrástu.                                                                                           | Černá ovce rodiny. Vzdal se nástupnických práv prvorozeného syna. Zemřel na mrtvici. |
| 18.     | 7.                | František Antonín I. z Thun-Hohensteinu         | 3. 10. 1786 Praha                                                             | Václav Josef z Thun-Hohensteinu (č. 4)                                                                                  | 5. 9. 1808 Bohosudov: Terezie Marie Anna z Brühlu (č. 12)                                                             | Pohřben v rodinné hrobce 22. 1. 1873. | Stavebník novogotické kaple s rodinnou hrobkou, c. k. komoří. a tajný rada, podplukovník v armádě, komandér k. k. Leopoldova řádu, rytíř c. k. Řádu železné korun 1. třídy, držitel velkokříže papežského řádu Pia IX., majitel panství (po roce 1848 statku) Děčín, Peruc, Slavětín a Vrbičany a Oblík. |
| 18.     | 7.                | František Antonín I. z Thun-Hohensteinu         | 18. 1. 1873 Děčín                                                             | Marie Anna Liebsteinská z Kolowrat (č. 10)                                                                              | 5. 9. 1808 Bohosudov: Terezie Marie Anna z Brühlu (č. 12)                                                             | Pohřben v rodinné hrobce 22. 1. 1873. | Stavebník novogotické kaple s rodinnou hrobkou, c. k. komoří. a tajný rada, podplukovník v armádě, komandér k. k. Leopoldova řádu, rytíř c. k. Řádu železné korun 1. třídy, držitel velkokříže papežského řádu Pia IX., majitel panství (po roce 1848 statku) Děčín, Peruc, Slavětín a Vrbičany a Oblík. |
| 19.     | 8.                | Bedřich František z Thun-Hohensteinu            | 7. 5. 1810 Děčín                                                              | František Antonín I. z Thun-Hohensteinu (č. 17)                                                                         | 15. 9. 1845 Praha: Leopoldina z Lambergu (č. 30)                                                                      | Pohřben 27. 9. 1881 za přítomnosti pražského arcibiskupa Bedřicha ze Schwarzenbergu. | C. k. komoří a skutečný tajný rada, rakouský vyslanec v Rusku (1859–1863), poslanec Českého zemského sněmu (1866–1867, 1870–1871), dědičný člen rakouské Panské sněmovny (1879–1881), předseda Jednoty pro dostavění chrámu svatého Víta (1870–1881). Majitel fideikomisního statku Děčín a alodiálních statků Peruc, Slavětín, Vrbičany a Oblík (1873–1881). Zemřel na ochrnutí plic. |
| 19.     | 8.                | Bedřich František z Thun-Hohensteinu            | 24. 9. 1881 Děčín                                                             | Terezie Marie Anna z Brühlu (č. 12)                                                                                     | 15. 9. 1845 Praha: Leopoldina z Lambergu (č. 30)                                                                      | Pohřben 27. 9. 1881 za přítomnosti pražského arcibiskupa Bedřicha ze Schwarzenbergu. | C. k. komoří a skutečný tajný rada, rakouský vyslanec v Rusku (1859–1863), poslanec Českého zemského sněmu (1866–1867, 1870–1871), dědičný člen rakouské Panské sněmovny (1879–1881), předseda Jednoty pro dostavění chrámu svatého Víta (1870–1881). Majitel fideikomisního statku Děčín a alodiálních statků Peruc, Slavětín, Vrbičany a Oblík (1873–1881). Zemřel na ochrnutí plic. |
| 20.     | 8.                | Eduard z Thun-Hohensteinu                       | 14. 5. 1860 Děčín                                                             | Bedřich František z Thun-Hohensteinu (č. 19)                                                                            | | Pohřben 11. 5. 1885. | Poručík 2. dragonského pluku Mikuláš hrabě Pejacsevich. Zemřel ve 24 letech na ochrnutí srdce v důsledku chronické zápalu ledvin. |
| 20.     | 8.                | Eduard z Thun-Hohensteinu                       | 7. 5. 1885 Peruc                                                              | Leopoldina z Lambergu (č. 30)                                                                                           | | Pohřben 11. 5. 1885. | Poručík 2. dragonského pluku Mikuláš hrabě Pejacsevich. Zemřel ve 24 letech na ochrnutí srdce v důsledku chronické zápalu ledvin. |
| 21.     | 8.                | Hugo Felix z Thun-Hohensteinu                   | 13. nebo 18. 10. 1826                                                         | Leopold Felix z Thun-Hohensteinu 15. 11. 1797 Praha – 10. 4. 1877 Praha                                                 | | Pohřben 15. 8. 1887. | Z benátecké větve. C. k. komoří. Zemřel na sešlost. |
| 21.     | 8.                | Hugo Felix z Thun-Hohensteinu                   | 11. 8. 1887 Praha-Nové Město                                                  | Josefína Mladotová ze Solopisk (č. 9)                                                                                   | | Pohřben 15. 8. 1887. | Z benátecké větve. C. k. komoří. Zemřel na sešlost. |
| 22.     | 8.                | Ladislav z Thun-Hohensteinu                     | 16. 11. 1835 Benátky nad Jizerou                                              | Leopold Felix z Thun-Hohensteinu 15. 11. 1797 Praha – 10. 4. 1877 Praha                                                 | 7. 9. 1867 Praha: Marie Gabriela z Trauttmansdorff-Weinsbergu 30. 9. 1840 Praha – 29. 6. 1923 Červený Hrádek          | Pohřben 18. 12. 1887. | Z benátecké větve. C. k. komoří a major, poslanec Českého zemského sněmu (1868–1870, 1872–1883), doživotní člen rakouské Panské sněmovny (1877–1887). Zemřel ve věku 52 let na ochrnutí mozku. Manželka byla pohřbena v hrobce rodu Hohenlohe v Jirkově. |
| 22.     | 8.                | Ladislav z Thun-Hohensteinu                     | 15. 12. 1887 Červený Hrádek u Jirkova                                         | Alžběta Mladotová ze Solopisk 10. 4. 1805 Praha – 17. 1. 1876 Praha                                                     | 7. 9. 1867 Praha: Marie Gabriela z Trauttmansdorff-Weinsbergu 30. 9. 1840 Praha – 29. 6. 1923 Červený Hrádek          | Pohřben 18. 12. 1887. | Z benátecké větve. C. k. komoří a major, poslanec Českého zemského sněmu (1868–1870, 1872–1883), doživotní člen rakouské Panské sněmovny (1877–1887). Zemřel ve věku 52 let na ochrnutí mozku. Manželka byla pohřbena v hrobce rodu Hohenlohe v Jirkově. |
| 23.     | 10.               | Bedřich František z Thun-Hohensteinu            | 22. 3. 1888                                                                   | Jaroslav Thun-Hohenstein (č. 37)                                                                                        | | Pohřben v Thunské pohřební kapli 26. 3.1888. | Zemřel na psotník ve věku jednoho a půl dne. |
| 23.     | 10.               | Bedřich František z Thun-Hohensteinu            | 23. 3. 1888                                                                   | Marie Pia Chotková z Chotkova a Vojnína (č. 38)                                                                         | | Pohřben v Thunské pohřební kapli 26. 3.1888. | Zemřel na psotník ve věku jednoho a půl dne. |
| 24.     | 8.                | Antonín Vincenc z Thun-Hohensteinu              | 19. 9. 1834 Benátky nad Jizerou                                               | Leopold Felix z Thun-Hohensteinu 15. 11. 1797 Praha – 10. 4. 1877 Praha                                                 | 7. 1. 1871 Mais bei Meran: Sylvia z Leonu 1. 5. 1847 Česká Olešná – 6. 1. 1918 Praha                                  | Pohřben 3. 5. 1888. | Z benátecké větve. C. k. komoří a nadporučík. Zemřel ve věku 53 let na ochrnutí plic. |
| 24.     | 8.                | Antonín Vincenc z Thun-Hohensteinu              | 29. 4. 1888 Osek                                                              | Alžběta Mladotová ze Solopisk 10. 4. 1805 Praha – 17. 1. 1876 Praha                                                     | 7. 1. 1871 Mais bei Meran: Sylvia z Leonu 1. 5. 1847 Česká Olešná – 6. 1. 1918 Praha                                  | Pohřben 3. 5. 1888. | Z benátecké větve. C. k. komoří a nadporučík. Zemřel ve věku 53 let na ochrnutí plic. |
| 25.     | 8.                | Leopold Lev z Thun-Hohensteinu                  | 7. 4. 1811 Děčín                                                              | František Antonín I. z Thun-Hohensteinu (č. 17)                                                                         | 14. 10. 1847 Clam: Karolína Marie z Clam-Martinic (č. 27)                                                             | Pohřben v Thunské pohřební kapli 22. 12. 1888. Dne 17. 5. 1889 byla jeho rakev vyzvednuta, převezena na hřbitov v Rozbělesích a poté uložena do vnější hrobky u kaple v Chrástu.                                                              | C. k. skutečný tajný rada, rytíř Řádu zlatého rouna, ministr kultu a vyučování, člen rakouské Panské sněmovny. Zemřel na zápal plic. |
| 25.     | 8.                | Leopold Lev z Thun-Hohensteinu                  | 17. 12. 1888 Vídeň                                                            | Terezie Marie Anna z Brühlu (č. 12)                                                                                     | 14. 10. 1847 Clam: Karolína Marie z Clam-Martinic (č. 27)                                                             | Pohřben v Thunské pohřební kapli 22. 12. 1888. Dne 17. 5. 1889 byla jeho rakev vyzvednuta, převezena na hřbitov v Rozbělesích a poté uložena do vnější hrobky u kaple v Chrástu.                                                              | C. k. skutečný tajný rada, rytíř Řádu zlatého rouna, ministr kultu a vyučování, člen rakouské Panské sněmovny. Zemřel na zápal plic. |
| 26.     | 8.                | Josefína Alžběta z Thun-Hohensteinu, zvaná Juža | 3. 10. 1815 Praha                                                             | František Antonín I. z Thun-Hohensteinu (č. 18)                                                                         | | Pohřbena 17. 3. 1895 v Podmoklech. | Bezdětná. Polský skladatel Fryderyk Chopin (1810–1849) dedikoval komtese valčík As-dur, op. 34, č. 1, zvaný Děčínský. Zemřela na ochrnutí srdce. |
| 26.     | 8.                | Josefína Alžběta z Thun-Hohensteinu, zvaná Juža | 14. 3. 1895 Praha-Malá Strana                                                 | Terezie Marie Anna z Brühlu (č. 12)                                                                                     | | Pohřbena 17. 3. 1895 v Podmoklech. | Bezdětná. Polský skladatel Fryderyk Chopin (1810–1849) dedikoval komtese valčík As-dur, op. 34, č. 1, zvaný Děčínský. Zemřela na ochrnutí srdce. |
| 27.     | (8.)              | Karolína Marie z Clam-Martinic                  | 11. 7. 1822                                                                   | Karel Jan z Clam-Martinic 23. 5. 1792 Praha – 29. 1. 1840 Vídeň                                                         | 14. 10. 1847 Clam: Leopold Lev z Thun-Hohensteinu (č. 25)                                                             | | Dáma Řádu hvězdového kříže a palácová dáma. Bezdětná. |
| 27.     | (8.)              | Karolína Marie z Clam-Martinic                  | 10. 7. 1898 Ischl                                                             | Karolína Selina Meade-Guilfort 2. 5. 1797 – 29. 8. 1872 Rtišovice u Milína                                              | 14. 10. 1847 Clam: Leopold Lev z Thun-Hohensteinu (č. 25)                                                             | | Dáma Řádu hvězdového kříže a palácová dáma. Bezdětná. |
| 28.     | (9.)              | Anna Marie Gabriela ze Schwarzenbergu           | 1. 5. 1854 Praha                                                              | Karel III. ze Schwarzenbergu 5. 7. 1824 Praha – 29. 3. 1904 Praha                                                       | 18. 5. 1874 Praha: František Antonín III. z Thun-Hohensteinu (č. 35)                                                  | Pohřbena 28. 12. 1898. Pohřbu se zúčastnil pražský arcibiskup František kardinál Schönborn a následník trůnu František Ferdinand d'Este. | Dáma Řádu hvězdového kříže (1881) a palácová dáma. Zemřela ve věku 44 let. Narodila se jí jedna dcera: - Anna Maria Vilemína, provd. von Thienen-Adlerflycht a podruhé Margolitz/Margelik (1903–1943) |
| 28.     | (9.)              | Anna Marie Gabriela ze Schwarzenbergu           | 24. 12. 1898 Vídeň                                                            | Vilemína z Oettingen-Wallersteinu 30. 12. 1833 Praha – 18. 12. 1910 Praha                                               | 18. 5. 1874 Praha: František Antonín III. z Thun-Hohensteinu (č. 35)                                                  | Pohřbena 28. 12. 1898. Pohřbu se zúčastnil pražský arcibiskup František kardinál Schönborn a následník trůnu František Ferdinand d'Este. | Dáma Řádu hvězdového kříže (1881) a palácová dáma. Zemřela ve věku 44 let. Narodila se jí jedna dcera: - Anna Maria Vilemína, provd. von Thienen-Adlerflycht a podruhé Margolitz/Margelik (1903–1943) |
| 29.     | (8.)              | Marie Magdalena Königová                        | 14. 5. 1810 Praha                                                             | | 16. 8. 1846 Břevnov: František Antonín II. z Thun-Hohensteinu (č. 17)                                                 | | Neurozená dcera kaprála z dělostřeleckých kasáren v Praze. Narodilo se jí šest dětí (tři synové a tři dcery): - 1. Zdenko František (1842–1906; č. 31) - 2 František Antonín (1845–1922) - 3. Maria Therese, provd. Trenkwaldová (1847–1933/1934) - 4. Leo Ferdinand (1848–1933) - 5. Karoline (1850–1940) - 6. Bianka, provd. Korbová von Weidenheim (1855–1936) |
| 29.     | (8.)              | Marie Magdalena Königová                        | 18. 5. 1899                                                                   | | 16. 8. 1846 Břevnov: František Antonín II. z Thun-Hohensteinu (č. 17)                                                 | | Neurozená dcera kaprála z dělostřeleckých kasáren v Praze. Narodilo se jí šest dětí (tři synové a tři dcery): - 1. Zdenko František (1842–1906; č. 31) - 2 František Antonín (1845–1922) - 3. Maria Therese, provd. Trenkwaldová (1847–1933/1934) - 4. Leo Ferdinand (1848–1933) - 5. Karoline (1850–1940) - 6. Bianka, provd. Korbová von Weidenheim (1855–1936) |
| 30.     | (8.)              | Leopoldina z Lambergu                           | 9. 4. 1825 Brno                                                               | Eduard Karel z Lambergu 11. 7. 1799 / 18. 7. 1800 Kvasice – 30. 11. 1825 u Veselí nad Moravou (utopil se v řece Moravě) | 15. 9. 1845 Praha: Bedřich František z Thun-Hohensteinu (č. 19)                                                       | Pohřbena v rodinné hrobce v Podmoklech 13. 4. 1902 za přítomnosti pražského arcibiskupa Lva Skrbenského z Hříště. | Dáma Řádu hvězdového kříže a palácová dáma. Majitelka statků Kvasice a Morkovice. Zemřela ve věku 77 let na sešlost po plicním edému. Narodilo se jí jedenáct dětí: - 1. Terezie (1846–1859; č. 15) - 2. František Antonín III. (1847–1916; č. 35) - 3. Karolina, provd. Sanguszko-Lubartowiczová (1848–1926; č. 36) - 4. Maria Josepha, provd. Thurn-Taxisová (1850–1929, pohřbena ve Zdounkách) - 5. Ernestine, provd. Gudenusová (1853–1910) - 6. Wilhelmine, provd. Lerchenfeld-Köferingová (1855–1935) - 7. Leopoldine, provd. Ledebur-Wichelnová (1857–1911) - 8. Eduard (1860–1885; č. 20) - 9. Bedřich (1861–1863; č. 16) - 10. Jaroslav (1864–1929, č. 37) - 11. Josephine, provd. von Hutten-Czapski (1867–1903)                                                                                             |
| 30.     | (8.)              | Leopoldina z Lambergu                           | 10. 4. 1902 Praha-Malá Strana                                                 | Karolína ze Sternbergu 9. 7. 1804 Pohořelice – 31. 12. 1881 Vídeň                                                       | 15. 9. 1845 Praha: Bedřich František z Thun-Hohensteinu (č. 19)                                                       | Pohřbena v rodinné hrobce v Podmoklech 13. 4. 1902 za přítomnosti pražského arcibiskupa Lva Skrbenského z Hříště. | Dáma Řádu hvězdového kříže a palácová dáma. Majitelka statků Kvasice a Morkovice. Zemřela ve věku 77 let na sešlost po plicním edému. Narodilo se jí jedenáct dětí: - 1. Terezie (1846–1859; č. 15) - 2. František Antonín III. (1847–1916; č. 35) - 3. Karolina, provd. Sanguszko-Lubartowiczová (1848–1926; č. 36) - 4. Maria Josepha, provd. Thurn-Taxisová (1850–1929, pohřbena ve Zdounkách) - 5. Ernestine, provd. Gudenusová (1853–1910) - 6. Wilhelmine, provd. Lerchenfeld-Köferingová (1855–1935) - 7. Leopoldine, provd. Ledebur-Wichelnová (1857–1911) - 8. Eduard (1860–1885; č. 20) - 9. Bedřich (1861–1863; č. 16) - 10. Jaroslav (1864–1929, č. 37) - 11. Josephine, provd. von Hutten-Czapski (1867–1903)                                                                                             |
| 31.     | (9.)              | Zdenko (Zdeněk) František z Thun-Hohensteinu    | 9. 9. 1842 Drážďany                                                           | František Antonín II. z Thun-Hohensteinu (č. 17)                                                                        | 15. 1. 1867 Trento (Trident): Josefina Maria z Thun-Hohensteinu (č. 34)                                               | Pohřební obřad se konal 8. 6. 1906 v kostele Panny Marie Vítězné na Malé Straně v Praze, prováděl ho světící biskup a metropolitní probošt František Krásl. Ostatky uloženy 9. 6. 1906 v Podmoklech.                                          | Narodil se jako nemanželský. Komtur Řádu Františka Josefa s hvězdou, generální ředitel Hypoteční banky v Praze (1889–1906). Zemřel ve věku 63 let na srdeční vadu. |
| 31.     | (9.)              | Zdenko (Zdeněk) František z Thun-Hohensteinu    | 6. 6. 1906 Praha-Malá Strana                                                  | Marie Magdalena Königová (č. 29)                                                                                        | 15. 1. 1867 Trento (Trident): Josefina Maria z Thun-Hohensteinu (č. 34)                                               | Pohřební obřad se konal 8. 6. 1906 v kostele Panny Marie Vítězné na Malé Straně v Praze, prováděl ho světící biskup a metropolitní probošt František Krásl. Ostatky uloženy 9. 6. 1906 v Podmoklech.                                          | Narodil se jako nemanželský. Komtur Řádu Františka Josefa s hvězdou, generální ředitel Hypoteční banky v Praze (1889–1906). Zemřel ve věku 63 let na srdeční vadu. |
| 32.     | (10.)             | Karolína z Wüllerstorfu a Urbairu               | 3. 1. 1879 Terst                                                              | | 10. 10. 1904 Pula: Emmerich z Thun-Hohensteinu 25. 8. 1875 Aigen – 27. 2. 1935 zámek Haunsperg bei Hallein            | | Narodily se jí následující děti: - 1. Emmerich Karl (1906–1928) - 2. Carla Maria (1908–1958) - 3. Ferdinand Emmerich (1909–1956) |
| 32.     | (10.)             | Karolína z Wüllerstorfu a Urbairu               | 23. 1. 1910 Pula                                                              | | 10. 10. 1904 Pula: Emmerich z Thun-Hohensteinu 25. 8. 1875 Aigen – 27. 2. 1935 zámek Haunsperg bei Hallein            | | Narodily se jí následující děti: - 1. Emmerich Karl (1906–1928) - 2. Carla Maria (1908–1958) - 3. Ferdinand Emmerich (1909–1956) |
| 33.     | (10.)             | Hannah Beessová z Chrostiny                     | 30. 3. 1882 Hnojník                                                           | | 16. 1. 1904 Vídeň: Leo Leopold z Thun-Hohensteinu 3. 10. 1869 Praha – 15. 8. 1950 Kitzbühel                           | Pohřbena 20. 3. 1911 v rodinné hrobce v Podmoklech. | Manžel byl c. k rytmistrem 13. dragounského pluku. Zemřela ve věku 28 let na zápal plic. Narodily se jí následující děti: - 1. Jiří Zdenko (1905–1945) - 2 Lev Štěpán (1905–?) - 3. Maria Ludmila, provd. von Dückelmann-Dublany (1908–?) - 4. Albert-Géza (1910–1940) |
| 33.     | (10.)             | Hannah Beessová z Chrostiny                     | 16. 3. 1911 Klatovy                                                           | | 16. 1. 1904 Vídeň: Leo Leopold z Thun-Hohensteinu 3. 10. 1869 Praha – 15. 8. 1950 Kitzbühel                           | Pohřbena 20. 3. 1911 v rodinné hrobce v Podmoklech. | Manžel byl c. k rytmistrem 13. dragounského pluku. Zemřela ve věku 28 let na zápal plic. Narodily se jí následující děti: - 1. Jiří Zdenko (1905–1945) - 2 Lev Štěpán (1905–?) - 3. Maria Ludmila, provd. von Dückelmann-Dublany (1908–?) - 4. Albert-Géza (1910–1940) |
| 34.     | (9.)              | Josefina Marie z Thun-Hohenstein-Castell Fondo  | 18. 5. 1843 Trento                                                            | Quidobald Maria z Thun-Hohenstein-Castell Fondo 25. 5. 1808 Trento – 3. 10. 1865 Trento                                 | 15. 1. 1867 Trento: Zdenko František z Thun-Hohensteinu (č. 31)                                                       | Pohřbena 22. 9. 1914 v Podmoklech. | Zemřela ve věku 71 let na ochrnutí srdce. |
| 34.     | (9.)              | Josefina Marie z Thun-Hohenstein-Castell Fondo  | 18. 9. 1914 Domažlice                                                         | Teresa Guidi dei Marchesi di Bagno 17. 8. 1813 Mantua – 16. 5. 1881 Trento                                              | 15. 1. 1867 Trento: Zdenko František z Thun-Hohensteinu (č. 31)                                                       | Pohřbena 22. 9. 1914 v Podmoklech. | Zemřela ve věku 71 let na ochrnutí srdce. |
| 35.     | 9.                | František Antonín III. z Thun-Hohensteinu       | 2. 9. 1847 Děčín                                                              | Bedřich František z Thun-Hohensteinu (č. 19)                                                                            | 18. 5. 1874 Praha: Anna Marie Gabriela ze Schwarzenbergu (č. 28)                                                      | Pohřben v knížecí hrobce u sv. Jana v Chrástu 4. 11. 1916 za přítomnosti litoměřického biskupa Josefa Grosse. Na pohřbu zastupoval císaře český místodržitel Max Julius Coudenhove. Zádušní mše se sloužila mj. v katedrále sv. Víta v Praze. | 1. kníže (1911–1916). C. k. komoří a tajný rada, major, český místodržitel (1889–1896, 1911–1915), ministerský předseda Předlitavska (1898–1899), poslanec Českého zemského sněmu (1883–1889, 1901–1911), poslanec Říšské rady (1879–1881), dědičný člen rakouské Panské sněmovny (1881–1916), rytíř Řádu zlatého rouna, držitel velkokříže Královského uherského řádu sv. Štěpána v briliantech, velkokříže Císařského rakouského řádu Leopoldova, velkokříže a titulu čestného bailli souverenního Maltézského řádu, velkokříže papežského Řádu Pia IX, předseda Jednoty pro dostavění chrámu svatého Víta (1891–1916). Majitel statku Zdíkov (od roku 1879) a fideikomisu Děčín (od roku 1881). Zemřel ve věku 69 let na ochrnutí mozku a arteriosklerózu. Druhá manželka byla pohřbena na Starém hřbitově v Dírné. |
| 35.     | 9.                | František Antonín III. z Thun-Hohensteinu       | 1. 11. 1916 Děčín                                                             | Leopoldina z Lambergu (č. 30)                                                                                           | 21. 1. 1901 Praha: Ernestine Gabriele Thun-Hohenstein 24. 11. 1858 Praha – 13. 5. 1948 Dírná                          | Pohřben v knížecí hrobce u sv. Jana v Chrástu 4. 11. 1916 za přítomnosti litoměřického biskupa Josefa Grosse. Na pohřbu zastupoval císaře český místodržitel Max Julius Coudenhove. Zádušní mše se sloužila mj. v katedrále sv. Víta v Praze. | 1. kníže (1911–1916). C. k. komoří a tajný rada, major, český místodržitel (1889–1896, 1911–1915), ministerský předseda Předlitavska (1898–1899), poslanec Českého zemského sněmu (1883–1889, 1901–1911), poslanec Říšské rady (1879–1881), dědičný člen rakouské Panské sněmovny (1881–1916), rytíř Řádu zlatého rouna, držitel velkokříže Královského uherského řádu sv. Štěpána v briliantech, velkokříže Císařského rakouského řádu Leopoldova, velkokříže a titulu čestného bailli souverenního Maltézského řádu, velkokříže papežského Řádu Pia IX, předseda Jednoty pro dostavění chrámu svatého Víta (1891–1916). Majitel statku Zdíkov (od roku 1879) a fideikomisu Děčín (od roku 1881). Zemřel ve věku 69 let na ochrnutí mozku a arteriosklerózu. Druhá manželka byla pohřbena na Starém hřbitově v Dírné. |
| 36.     | 9.                | Karolína z Thun-Hohensteinu                     | 23. 9. 1848 Děčín                                                             | Bedřich František z Thun-Hohensteinu (č. 19)                                                                            | 19. 10. 1868 Praha: Roman Damián Pavel Sanguszko-Lubartowicz 17. 10. 1832 Przeworsk – 7. 11. 1917                     | | |
| 36.     | 9.                | Karolína z Thun-Hohensteinu                     | 3. 1. 1926 Vídeň                                                              | Leopoldina z Lambergu (č. 30)                                                                                           | 19. 10. 1868 Praha: Roman Damián Pavel Sanguszko-Lubartowicz 17. 10. 1832 Przeworsk – 7. 11. 1917                     | | |
| 37.     | 9.                | Jaroslav Thun-Hohenstein                        | 23. 5. 1864 Děčín                                                             | Bedřich František z Thun-Hohensteinu (č. 19)                                                                            | 6. 6. 1887 Praha: Marie Pia Chotková z Chotkova a Vojnína (č. 38)                                                     | Pohřben 8. 3. 1929 v rodinné hrobce v Podmoklech-Chrástu za přítomnosti litoměřického biskupa Josefa Grosse. | JUDr., 2. kníže Thun-Hohenstein (1916–1929), poslanec Českého zemského sněmu (1895–1902), poslanec Moravského zemského sněmu (1906–1918), poslanec rakouské Říšské rady (1907–1911), dědičný člen Panské sněmovny rakouské Říšské rady (1918), majitel statku Kvasice (od 1902) majitel fideikomisu Děčín (od 1916), prezident Moravské agrární a průmyslové banky v Brně (1908–1914). Poručník osiřelých dětí následníka trůnu Františka Ferdinanda d'Este. Zemřel na arteriosklerózu. |
| 37.     | 9.                | Jaroslav Thun-Hohenstein                        | 5. 3. 1929 Děčín                                                              | Leopoldina z Lambergu (č. 30)                                                                                           | 6. 6. 1887 Praha: Marie Pia Chotková z Chotkova a Vojnína (č. 38)                                                     | Pohřben 8. 3. 1929 v rodinné hrobce v Podmoklech-Chrástu za přítomnosti litoměřického biskupa Josefa Grosse. | JUDr., 2. kníže Thun-Hohenstein (1916–1929), poslanec Českého zemského sněmu (1895–1902), poslanec Moravského zemského sněmu (1906–1918), poslanec rakouské Říšské rady (1907–1911), dědičný člen Panské sněmovny rakouské Říšské rady (1918), majitel statku Kvasice (od 1902) majitel fideikomisu Děčín (od 1916), prezident Moravské agrární a průmyslové banky v Brně (1908–1914). Poručník osiřelých dětí následníka trůnu Františka Ferdinanda d'Este. Zemřel na arteriosklerózu. |
| 38.     | (9.)              | Marie Pia Chotková z Chotkova a Vojnína         | 11. 7. 1863 Berlín                                                            | Bohuslav Chotek z Chotkova a Vojnína 3. 7. 1829 Praha – 11. 10. 1896 Zhořelec (Görlitz)                                 | 6. 6. 1887 Praha: Jaroslav z Thun-Hohensteinu (č. 37)                                                                 | Pohřbena v rodinné hrobce 24. 6. 1935. | Dáma Řádu hvězdového kříže (1890) a palácová dáma. Její manžel se stal v roce 1916 knížetem. Narodily se jí následující děti: - 1. Bedřich (1888–1888; č. 23) - 2. Leopoldine Marie Rudolphine, provd. von der Vorst-Gudenau-Mirbach (1889–1975) - 3. Franz Anton (1890–1973, 3. kníže Thun-Hohenstein 1929–1973; pohřben na hřbitově v Haindlingu) - 4. Wilhelmine Maria Scholastika, provd. von Loudon (1892–1957) - 5. Marie Anna Longina, provd. von Neipperg (1897–1971; pohřbena v Massenbachhausenu) - 6. Sophie Marie Ernestine, provd. von Lerchenfeld-Köfering a podruhé Germann (1901–1981; pohřbena na hřbitově v Köferingu) - 7. Ernst Leopold Franz (1905–1985) |
| 38.     | (9.)              | Marie Pia Chotková z Chotkova a Vojnína         | 21. 6. 1935 Jílové u Děčína                                                   | Vilemína Kinská z Vchynic a Tetova 19. 7. 1838 Kostelec nad Orlicí – 5. 3. 1886 Velké Březno                            | 6. 6. 1887 Praha: Jaroslav z Thun-Hohensteinu (č. 37)                                                                 | Pohřbena v rodinné hrobce 24. 6. 1935. | Dáma Řádu hvězdového kříže (1890) a palácová dáma. Její manžel se stal v roce 1916 knížetem. Narodily se jí následující děti: - 1. Bedřich (1888–1888; č. 23) - 2. Leopoldine Marie Rudolphine, provd. von der Vorst-Gudenau-Mirbach (1889–1975) - 3. Franz Anton (1890–1973, 3. kníže Thun-Hohenstein 1929–1973; pohřben na hřbitově v Haindlingu) - 4. Wilhelmine Maria Scholastika, provd. von Loudon (1892–1957) - 5. Marie Anna Longina, provd. von Neipperg (1897–1971; pohřbena v Massenbachhausenu) - 6. Sophie Marie Ernestine, provd. von Lerchenfeld-Köfering a podruhé Germann (1901–1981; pohřbena na hřbitově v Köferingu) - 7. Ernst Leopold Franz (1905–1985) |